# Persone di cognome Moro
| Questa pagina contiene informazioni ricavate automaticamente dalle voci biografiche con l'ausilio del template Bio e di un bot. L'aggiornamento è periodico e automatico e ricostruisce completamente la pagina. Se manca una persona in questa lista, sei pregato di non aggiungerla, ma accertati piuttosto che la sua voce biografica contenga il template Bio e che i dati anagrafici siano correttamente compilati. Se il template Bio manca, inseriscilo tu stesso o, in alternativa, metti l'avviso {{tmp\|Bio}} che ne segnala la mancanza. Se i dati riportati sono sbagliati, correggi direttamente la voce biografica; le modifiche saranno visibili in questa lista entro pochi giorni. Per chiarimenti vedi il progetto antroponimi. La lista contiene solo le 60 persone che sono citate nell'enciclopedia e per le quali è stato implementato correttamente il template Bio. Pagina aggiornata al 23 lug 2025. |

Questa è una lista di persone presenti nell'enciclopedia che hanno il cognome Moro, suddivise per attività principale.

## Allenatori di calcio(4)
- Adelio Moro, allenatore di calcio e ex calciatore italiano (Mozzanica, n. 1951)
- Davide Moro, allenatore di calcio e ex calciatore italiano (Taranto, n. 1982)
- Domenico Moro, allenatore di calcio e ex calciatore italiano (Roncade, n. 1962)
- Fabio Moro, allenatore di calcio e ex calciatore italiano (Bassano del Grappa, n. 1975)

## Alpinisti(1)
- Simone Moro, alpinista, scrittore e aviatore italiano (Bergamo, n. 1967)

## Artiste(1)
- Liliana Moro, artista italiana (Milano, n. 1961)

## Attrici(1)
- Federica Moro, attrice e ex modella italiana (Carate Brianza, n. 1965)

## Calciatori(13)
- Alessandro Moro, ex calciatore italiano (Latisana, n. 1984)
- Antonio Moro, calciatore italiano (Thiene, n. 1918)
- Giuseppe Moro, calciatore e allenatore di calcio italiano (Carbonera, n. 1921 - Porto Sant'Elpidio, † 1974)
- Ibrahim Moro, calciatore ghanese (Accra, n. 1993)
- Luca Moro, calciatore italiano (Monselice, n. 2001)
- Mamudu Moro, calciatore ghanese (n. 1995)
- Michele Moro, ex calciatore italiano (Olbia, n. 1949)
- Nasiru Moro, calciatore ghanese (Accra, n. 1996)
- Nikola Moro, calciatore croato (Spalato, n. 1998)
- Odilio Moro, calciatore e allenatore di calcio italiano (S. Maria di Lestizza, n. 1954 - Ferrara, † 2017)
- Rinaldo Moro, ex calciatore italiano (Meolo, n. 1926)
- Romualdo Moro, calciatore uruguaiano (Montevideo, n. 1929 - Santiago del Cile, † 2001)
- Silvano Moro, calciatore e allenatore di calcio italiano (San Giorgio di Nogaro, n. 1927 - † 2008)

## Cestiste(1)
- Elisabetta Moro, ex cestista italiana (Rovigo, n. 1975)

## Ciclisti su strada(4)
- Giovanni Moro, ciclista su strada italiano (Milano)
- Giovanni Moro, ex ciclista su strada italiano (Codognè, n. 1958)
- Michele Moro, ex ciclista su strada italiano (Bassano del Grappa, n. 1965)
- Ruggero Moro, ciclista su strada italiano (Carbonera, n. 1916 - † 1996)

## Dogi(1)
- Cristoforo Moro, doge (Venezia, n. 1390 - Venezia, † 1471)

## Generali(1)
- Federico Moro, generale italiano (Palmanova, n. 1894 - Roma, † 1963)

## Giocatori di calcio a 5(1)
- Carlos Eduardo Moro, ex giocatore di calcio a 5 brasiliano (Chapecó, n. 1981)

## Giornaliste(1)
- Agnese Moro, giornalista e scrittrice italiana (n. 1952)

## Giuristi(2)
- Domenico Moro, giurista e tipografo italiano (Barile, n. 1703 - Napoli)
- Sergio Moro, giurista e politico brasiliano (Maringá, n. 1972)

## Linguisti(1)
- Andrea Moro, linguista, neuroscienziato e scrittore italiano (Pavia, n. 1962)

## Magistrati(1)
- Alfredo Carlo Moro, magistrato italiano (Taranto, n. 1925 - Roma, † 2005)

## Maratonete(1)
- Paola Moro, ex maratoneta italiana (Bassano del Grappa, n. 1952)

## Militari(1)
- Arnaldo Moro, militare e aviatore italiano (Zinasco, n. 1908 - Ascò, † 1938)

## Pallavoliste(1)
- Ilenia Moro, pallavolista italiana (Castelfranco Veneto, n. 1999)

## Pallavolisti(1)
- Stefano Moro, pallavolista italiano (Novi Ligure, n. 1982)

## Partigiane(1)
- Stefanina Moro, partigiana italiana (Genova, n. 1927 - Asti, † 1944)

## Patrioti(1)
- Domenico Moro, patriota italiano (Venezia, n. 1822 - Cosenza, † 1844)

## Piloti automobilistici(1)
- Luca Moro, pilota automobilistico italiano (Cagliari, n. 1973 - Milano, † 2014)

## Pistard(2)
- Manlio Moro, pistard e ciclista su strada italiano (Pordenone, n. 2002)
- Stefano Moro, pistard e ciclista su strada italiano (Treviglio, n. 1997)

## Pittori(3)
- Antonio Moro, pittore olandese (Utrecht, n. 1520 - Anversa)
- Marco del Moro, pittore e incisore italiano (Verona)
- Pietro Moro, pittore italiano

## Poeti(2)
- César Moro, poeta e pittore peruviano (Lima, n. 1903 - Lima, † 1956)
- Maurizio Moro, poeta italiano (Ferrara)

## Politiche(1)
- Maria Fida Moro, politica italiana (Roma, n. 1946 - Roma, † 2024)

## Politici(9)
- Aldo Moro, politico e giurista italiano (Maglie, n. 1916 - Roma, † 1978)
- Dino Moro, politico e partigiano italiano (Portogruaro, n. 1923 - Portogruaro, † 2005)
- Francesco Moro, politico italiano (Arta Terme, n. 1948)
- Francesco Moro, politico italiano (Sossano, n. 1898 - † 1958)
- Gerolamo Lino Moro, politico italiano (Venezia, n. 1903 - † 1990)
- Giovanni Moro, politico arabo (Acerenza, † 1254)
- Glauco Moro, politico italiano (Codroipo, n. 1937 - Pordenone, † 2017)
- Paolo Enrico Moro, politico italiano (Chiavenna, n. 1940)
- Pietro Moro, politico italiano (Alessandria, n. 1829 - Alessandria, † 1900)

## Presbiteri(1)
- Anton Lazzaro Moro, presbitero e naturalista italiano (San Vito al Tagliamento, n. 1687 - San Vito al Tagliamento, † 1764)

## Sciatori alpini(1)
- Giovanni Moro, ex sciatore alpino italiano (Gazzaniga, n. 1967)

## Storici(1)
- Renato Moro, storico italiano (Roma, n. 1951)